# Probaenia armigera
Probaenia armigera es una especie de insecto coleóptero de la familia Chrysomelidae. Fue descrita científicamente en 1885 por Baly.